# Grup de la safirina
El grup de la safirina és un grup de minerals que forma part del supergrup de la safirina. Els seus membres són:
| Mineral                                     | Fórmula                                         | Simetria          |
| Addibischoffita                             | Ca₂Al₆Al₆O20                                    | Tric. 1 : P1      |
| Khmaralita                                  | (Mg,Al,Fe)16[(Al,Si,Be)₁₂O36]O₄                 | Mon. 2/m : P21/bP |
| Louisfuchsita                               | Ca₂(Mg₄Ti₂)(Al₄Si₂)O20                          | Tric. 1 : P1      |
| Safirina                                    | Mg₄(Mg₃Al9)O₄[Si₃Al9O36]                        | Mon. 2/m : P21/bP |
| Sense nom (anàleg d'alumini de la safirina) | Mg₄(Mg1.5Fe+20.3Fe+31.6Al8.5)O₄[Si1.7Al10.3O36] |                   |
| Warkite                                     | Ca₂Sc₆Al₆O20                                    | Tric. 1 : P1      |